# Варзуга (село)
Варзуга (рус. Варзуга) насељено је место са административним статусом села смештено на југу Кољског полуострва, на подручју Терског рејона Мурманске области Русија.
Према подацима са пописа становништва из 2010. у селу су живела 363 становника.

## Географија
Село Варзуга налази се у јужном делу Кољског полуострва, на југу Мурманске области и лежи на обе обале истоимене реке Варзуге. Село се налази на неких стотињак километара источно од рејонског центра Терског рејона, варошице Умбе, односно на око 320 километара југоисточно од града Мурманска. Ушће реке Варзуге и обала Белог мора налазе се око 17 километара јужније, а најближе насељено место је село Кузомењ које се налази на ушћу Варзуге.

## Историја
У писаним изворима Варзуга се први пут помиње у документу из 1466. године којим је вазружанин Тимофеј Јермолинич поклонио Соловецком манастиру део своје земље уз обале реке и уз морску обалу. Сам манастир играо је значајну улогу у развоју села, манастирско братство је у Варзуги основало подворје, 1491. освештана је сеоска црква посвећена светом Николи Мирликијском, а започета је и интензивнија риболовачка активност на лососе у реци.
Први детаљнији подаци о селу потичу из једног документа из 1563. године у ком се, између осталог, наводи да је у селу тада живело 167 породица и било је то најмногољудније село на руском северу у то време. Цело подручје је постојао као метох Соловецког манастира све до реформи Катарине Велике 1764. године којима су укинути манастирски феуди. након тога село се знатно обогатило и раширило.
По подацима са пописа из 1897. у селу је живело 793 становника, док је 1910. село имало хиљаду становника и две школе.

## Демографија
Према подацима са пописа становништва 2010. у селу су живела 363 становника, што је за 12 становника више у поређењу са стањен на попису из 2002. године када је пописан 251 становник.
| 1897. | 1910. | 1970. | 1979. | 1989. | 2002. | 2010. | 2013. |
| ----- | ----- | ----- | ----- | ----- | ----- | ----- | ----- |
| 793   | 1.001 | ---   | ---   | ---   | 351   | 363   | 371   |

## Привреда
Главне привредне активности у селу су риболов, како комерцијални, тако и туристички.

## Знаменитости села
Варзуга је позната по својим дрвеним црквама саграђеним још у средњем веку. Најупечатљивија је црква посвећена Успењу Пресвете Богородице саграђена 1674. године. Успењска црква је у потпуности саграђена од дрвета, а приликом њене градње није употребљен ни један ексер или комад метала. Са куполом црква је висока 21 метар, а унутрашњост објекта има површину од 70 м². У плану цркве налази се једнакокраки грчки крст. Иконостас који је освећен три године после окончања градње храма 1677. садржи укупно 84 иконе. Комплетна рестаурација храма обављена је 1973. године. Варзушка Успењска црква данас се налази на листи културног наслеђа Русије где је заведена под бројем 5110008000 као споменик од изузетног архитектонског значаја.
Афанасијева црква налази се недалеко од Успењске цркве и саградили су је монаси из Соловецког манастира крајем XV века.